# JAPANESE DREAM
『JAPANESE DREAM』（ジャパニーズ・ドリーム）は、1992年4月から2006年3月まで、埼玉のFM局NACK5で毎週土曜深夜に放送されていたラジオ番組。パーソナリティは音楽評論家/プロデューサーの富澤一誠。
1994年4月からは、α-STATION（京都府）との間で「FIS」（フィス）という番組交換システムが導入されたことにより、α-STATIONでも同時ネットしていた。その後も中部のZIP-FM、九州のCROSS FM、北海道のFM NORTH WAVEへとネットが拡大し、最大5局で同番組がオンエアされていた時期もあった（局により放送日時は異なっていた）。 

## 概略
毎月リリースされる邦楽のシングル曲をすべてオンエアーし、「リスナーが耳で選んだ良い音楽」をジャッジ（すなわち審査）し、一般リスナーおよび登録制の専属リスナーの投票で月間ランキングを作成するという趣旨の番組であった。当月ランキング1位となった楽曲はJDグランプリとして、翌月のNACK5のパワープレイ曲となり、局全体でプッシュされた。グランプリ受賞や上位入賞がきっかけとなり、知名度を上げてブレイクしたミュージシャンもいた。余談だが、グランプリ受賞ミュージシャンには、番組の初期リスナーであったミュージシャンもいた。
1993年10月にはアマチュア・ミュージシャン参加企画「JDチャレンジャー」というコーナーが創設。2年後の1995年10月から、別番組「MUSIC CHALLENGER」として発展的に分離独立し、多くのミュージシャンがメジャーデビューを果たした。

## JDチャート
リスナー投票により作成されたオリジナルのランキングは「JDチャート」と称された。オンエアされた楽曲に対する純粋な評価が色濃く反映され、露出・知名度・人気・ファン層等の要素に大きく左右されるオリコン・CD店等の売上ランキングや、TV・ラジオにおけるリクエストチャート等とは一線を画すものであった。
月間チャートのグランプリ曲については、その年の4月から翌年3月までのグランプリ曲を対象として、翌年3月末または4月上旬の放送にて再投票が行われ、もっとも多くの得票を集めた楽曲が「スーパー・グランプリ」として選出され表彰された。

## 番組システムと投票
番組は1ヶ月(基本的に4回)を1サイクルとして進行した。シングルCDのリリース数の増加や番組放送時間の変更などの要因により、長い歴史の中で大きなシステム変更が数回行われている。
- エントリー週でその月の対象楽曲をオンエアする。
  - 対象となる楽曲は、番組側による一定の基準があり、たとえば演歌や明らかなアイドルの楽曲は除外された。番組内の説明では、対象楽曲について「ポップス／ロック／ニューミュージックの新譜」と案内されていた。また、レコード会社によりオンエア解禁日が設定されており、番組放送時点で解禁前の楽曲は対象外であった。
  - フルコーラスではなく、各楽曲を冒頭から2～3分程度オンエアする形式。対象曲数が余りにも多い時期には、全てのシングルを流すための苦肉の策として冒頭部分も省略してオンエアする(1曲あたり1分半程度)こともあった。
  - 番組初期は、当月1週目がエントリー週だったが、その後システム変更により、2週または3週に分けてエントリー楽曲をオンエア・投票する形態へと変化した。

- エントリー週の投票を受けて選出された上位の楽曲が、翌週以降に再度オンエアされる。
  - エントリー週よりも若干長めにオンエアされ、その際に投票コメントも合わせて紹介された。

- さらに投票を行い、その月の終わりには上位ベスト10が確定・発表される。
  - 番組開始当初はベスト20まで発表されていた。

- 投票については、番組開始当初はハガキ投書により行われ、その後ネット局拡大の過程で一部放送局のリスナー向けに電話での投票が取り入れられた。また番組後期は専用Webサイトからの投票となった。
- 投票は、その週にオンエアされた全楽曲から、指定された曲数を選出する形式だった。不正な投票（組織票）を防止する目的で「キーワード」または「キーナンバー」（時期により異なる）が放送中に複数回に分けて発表され、一般リスナーおよびジャッジマンはこれらを全て聞き取った上で、投票対象曲と合わせて記載・入力して投票を行う仕組みとなっていた。
- 番組後期では、その日の放送中に投票結果を集計、結果を発表するスタイルであった。

## ジャッジマン
番組専属リスナーである「ミュージック・ジャッジマン（以下ジャッジマン）」に対してはその週のオンエア予定曲リスト、前週の投票結果や投票コメントなどが記載された機関紙（後述の「JD TIMES」）が郵送され、これに加えて番組初期には投票用ハガキや薄謝として音楽ギフトカードが、後期にはグランプリ受賞ミュージシャンのサイン入り似顔絵コピーが支給されていた。

## 放送時間
- 毎週土曜日 26:00～29:00（午前2時～午前5時） - 1992年4月～1992年9月
- 毎週土曜日 24:00～29:00（午前0時～午前5時） - 1992年10月～1995年9月
- 毎週土曜日 24:00～27:00（午前0時～午前3時） - 1995年10月～2006年3月

α-STATIONでの放送時間
- 毎週日曜日 21:00〜26:00（午前2時） - 1994年4月～1994年6月
- 毎週日曜日 22:00〜27:00（午前3時） - 1994年7月～1995年3月
- 毎週土曜日 24:00～29:00（午前0時～午前5時） - 1995年4月～1995年9月
- 毎週土曜日 24:00～27:00（午前0時～午前3時） - 1995年10月～ネット終了時

## 番組の流れ
以下、大まかな番組進行を時系列にて記述する。なお、時期により若干構成が異なっていた。
- オープニング: 富澤一誠により番組の理念が語られる。
- 前月のグランプリ受賞曲がフルコーラスでオンエアされる（番組初期はJDチャートについての説明後のオンエアだった）。
- 富澤一誠およびアシスタントによるオープニングトーク
- 番組システムおよびJDチャートに関する説明
- その週の対象曲のオンエア。数曲まとめてオンエアしたあと、解説が入る。
  - 月冒頭週（エントリー週）は楽曲タイトルの五十音順にてエントリー曲がオンエアされる。
  - 月2週目・3週目は前週の投票結果を受けて一定数の上位に残った曲数に絞られてオンエアされる。各楽曲はエントリー週よりも若干長めにオンエアされる。
  - 月最終週は、初期は3週目投票結果の発表（上位に残った楽曲はフルコーラスでオンエア）。後期は前半が前週上位楽曲のオンエアで、番組中に再度投票が行われた。
- キーワード（キーナンバー）の発表（数回に分けて実施）
- すべての対象曲発表後、投票方法について説明
- ゲストコーナー （生出演または収録による）
- 週ごとの企画 （特定ミュージシャンをとりあげた特集など）
- 各種告知コーナー
- （番組後期のみ）その日のオンエアを受けての投票結果が集計され、上位楽曲が紹介される。
- 「富澤一誠の俺が言う」：エンディング前のコラムコーナー
- エンディング

## 歴代アシスタント
- 中村貴子 - 1992年4月～1994年9月
- 増田典子 - 1994年10月～1995年9月
- 長谷川雄啓 - 1995年10月～2006年3月
- ユキ・ラインハート - 1997年4月～1997年9月
- 藤沢香苗 -1997年10月～2001年9月

## 歴代JDグランプリ受賞曲
太字の楽曲は、スーパー・グランプリ受賞曲（前述）であることを表す。

### 1992年
- 4月 君がいるだけで（米米CLUB）
- 5月 ピュアになれ（小野正利）
- 6月 ピュアになれ（小野正利） ※2ヶ月連続グランプリ
- 7月 泣きたい日もある（永井真理子）
- 8月 RISE（SING LIKE TALKING）
- 9月 決戦は金曜日（DREAMS COME TRUE）
- 10月 アキアカネ（RIO）
- 11月 青年よ大志を抱け（大城光恵）
- 12月 Blue Gray（早川美和）

### 1993年
- 1月 ぼくたちの失敗（森田童子）
- 2月 失格（橘いずみ）
- 3月 君とピアノと（東野純直）
- 4月 Our Way To Love（SING LIKE TALKING）
- 5月 7月の雨なら（西脇唯）
- 6月 島唄（THE BOOM）
- 7月 木蘭の涙（STARDUST REVUE）
- 8月 サラダ通りで会いましょう（近藤名奈）
- 9月 バニラ（橘いずみ）
- 10月 誰の様でもなく（篠原美也子）
- 11月 風の旋律を聴け（近藤名奈）
- 12月 君と夏と僕のブルージーン（L⇔R）

### 1994年
- 1月 君だから（東野純直）
- 2月 満月（松阪晶子）
- 3月 とりかえしのつかない二人（米屋純）
- 4月 会いに行くよ（paris blue）
- 5月 イノセントワールド（Mr.Children）
- 6月 君がいた夏（綿内克幸）
- 7月 REMEMBER（L⇔R）
- 8月 家族の肖像（三浦綺音）
- 9月 かわいいKissをあげる（miyuki）
- 10月 HELLO, IT'S ME（L⇔R）
- 11月 Kyrie（KYOKO Sound Laboratory）
- 12月 Promise（The Gospellers）

### 1995年
- 1月 僕に必要なもの（CALL）
- 2月 僕に必要なもの（CALL） ※2ヶ月連続グランプリ
- 3月 ロビンソン（スピッツ）
- 4月 KNOCKIN' ON YOUR DOOR（L⇔R）
- 5月 KNOCKIN' ON YOUR DOOR（L⇔R） ※2ヶ月連続グランプリ
- 6月 涙がキラリ☆（スピッツ）
- 7月 JIVE MY REVOLVER（TOKYO No.1 SOUL SET）
- 8月 Hello,Again ～昔からある場所～（MY LITTLE LOVER）
- 9月 ゆきうさぎ（奥井亜紀）
- 10月 BYE（L⇔R）
- 11月 DAY BY DAY（L⇔R）
- 12月 痛快ウキウキ通り（小沢健二）

### 1996年
- 1月 GAME（L⇔R）
- 2月 Pure（CALL）
- 3月 チェリー（スピッツ）
- 4月 MERRY-GO-ROUND（RAZZ MA TAZZ）
- 5月 The Light Is You（SING LIKE TALKING）
- 6月 Nice to meet you （L⇔R）
- 7月 Love&Love（奥井亜紀）
- 8月 渚（スピッツ）
- 9月 どうしようもない僕に天使が降りてきた（槇原敬之）
- 10月 FLAME（SING LIKE TALKING）
- 11月 クリスマスが過ぎても（PLUS ONE）
- 12月 メッセージ・ソング（ピチカート・ファイヴ）

### 1997年
- 1月 ロンサム・パレード（堂島孝平）
- 2月 アイネ・クライネ・ナハト・ミュージック（L⇔R）
- 3月 STAND（L⇔R）
- 4月 永遠にねむる（小谷美紗子）
- 5月 ひだまりの詩（Le Couple）
- 6月 はつ恋（小島麻由美）
- 7月 素直（槇原敬之）
- 8月 忘れないでいるから（堂島孝平）
- 9月 GIFT（ザ・コレクターズ）
- 10月 The Stone（小谷美紗子）
- 11月 ハイブリッド レインボウ（the pillows）
- 12月 粉雪（CURIO）

### 1998年
- 1月 長い間（Kiroro）
- 2月 Hey! Mr.Angryman（斉藤和義）
- 3月 Raining（Cocco）
- 4月 Remember（堂島孝平）
- 5月 WONDERING（黒沢健一）
- 6月 未来へ（Kiroro）
- 7月 街の音（Daily-Echo）
- 8月 Rock'n Roll（黒沢健一）
- 9月 少年（ゆず）
- 10月 こんな風にして終わるもの（小谷美紗子）
- 11月 冬のうた（Kiroro）
- 12月 sometime somewhere（rough laugh）

### 1999年
- 1月 春〜spring〜（Hysteric Blue）
- 2月 火の川（小谷美紗子）
- 3月 樹海の糸（Cocco）
- 4月 光について（GRAPEVINE）
- 5月 This Song（黒沢健一）
- 6月 最後のKiss（Kiroro）
- 7月 約束の地（TimeSlip-Rendezvous）
- 8月 誰がために鐘は鳴る（rough laugh）
- 9月 あなたがすき（cool drive makers）
- 10月 本能（椎名林檎）
- 11月 カブトムシ（aiko）
- 12月 涙の水彩画（スィートショップ）

### 2000年
- 1月 TSUNAMI（Southern All Stars）
- 2月 ウソツキ（Something ELse）
- 3月 思い出はいらない（ROCKIN' CHAIRR）
- 4月 Ride on shooting star （the pillows）
- 5月 君の記憶の片隅で（SAKU）
- 6月 明日の風（山崎まさよし）
- 7月 1,2,3（中村一義）
- 8月 声（吉田直樹）
- 9月 夕空の紙飛行機（モリナオヤ）
- 10月 One Day（SING LIKE TALKING）
- 11月 16歳（Jungle Smile）
- 12月 流れ星（もずく）

### 2001年
- 1月 眩暈（鬼束ちひろ）
- 2月 ひとり（The Gospellers）
- 3月 忘れないよ？（長谷川都）
- 4月 焼け野が原（Cocco）
- 5月 サラウンド（クラムボン）
- 6月 星月夜（TINGARA）
- 7月 ひまわり（カズン）
- 8月 Reset me（Hysteric Blue）
- 9月 センチメント・エキスプレス（GOING UNDER GROUND）
- 10月 知らないままじゃなくてよかった（川村結花）
- 11月 ハリケーン（ハックルベリーフィン）
- 12月 冬が飛び散った（堂島孝平）

### 2002年
- 1月 レインボーチェイサー（After me）
- 2月 はなむけの歌（ハックルベリーフィン）
- 3月 それから（CYCLES）
- 4月 空と糸 -talking on air-（原田知世）
- 5月 島人ぬ宝（BEGIN）
- 6月 はなうた ～明日が思い出になるまえに～（長谷川都）
- 7月 Fly Away（TRICERATOPS）
- 8月 大きな古時計（平井堅）
- 9月 キセキノハナ（Lyrico）
- 10月 なんで（ザ・ベイビースターズ）
- 11月 夜空へと（MILKRUN）
- 12月 今年の冬（松本英子 featuring 槇原敬之）

### 2003年
- 1月 少年（Something ELse）
- 2月 鈍色の季節（ゲントウキ）
- 3月 One Way（AIR）
- 4月 ウグイス（スネオヘアー）
- 5月 はなびら（池田綾子）
- 6月 DAY BY DAY（MI:LAGRO）
- 7月 はじまりの日（みなを）
- 8月 夏の終わり（森山直太朗）
- 9月 笑（笹川美和）
- 10月 えりあし（aiko）
- 11月 人生一度（SoFFet）
- 12月 パレード（つじあやの）

### 2004年
- 1月 レトロメモリー（capsule）
- 2月 僕たちのTomorrow（池田綾子）
- 3月 桜見丘（Local Bus）
- 4月 so much love for you（KOKIA）
- 5月 こわれ者（白鳥マイカ）
- 6月 VALON-1（Salyu）
- 7月 プロローグ（Viki）
- 8月 ゆびきり（ユナ）
- 9月 雨オトコ晴オンナ ～オランダ坂で君を待って（フリーウェイハイハイ）
- 10月 ジョンの純な恋物語（東真紀）
- 11月 むすんでひらいて（キンモクセイ）
- 12月 冬の魔法（COOL DRIVE）

### 2005年
- 1月 ホウキ雲（RYTHEM）
- 2月 おなじ話（ハンバート ハンバート）
- 3月 私をたどる物語（熊木杏里）
- 4月 全力少年（スキマスイッチ）
- 5月 パークサイドは夢の中（トルネード竜巻）
- 6月 どれどれの唄（拝郷メイコ）
- 7月 time to say goodbye（KOKIA）
- 8月 言葉のすきま（トルネード竜巻）
- 9月 かざぐるま（一青窈）
- 10月 季節の灯（ACIDMAN）
- 11月 シュプール -WINTER VIRSION'05（DEPAPEPE）
- 12月 20粒のココロ（RYTHEM）

### 2006年
- 1月 ただ見つめてただけの初恋（さくまひでき）
- 2月 マイペース（SunSet Swish）
- 3月 ラハイナ（DEPAPEPE）

## 刊行物等
- JD TIMES

FAXサービスにより提供された。最新のJDチャートと投票コメント、番組エンディング前のコーナー「富澤一誠の俺が言う」の原稿などが掲載されていた。ジャッジマン向けには一部情報が加筆されたり独自コーナーを設けたものが、機関紙として郵送されていた。
- JD WEEKLY

1994年～1995年の1年間、8ページの週刊誌が発行された。ジャッジマンに対しては無償で郵送提供され、大学生協の音楽コーナー等や提携CDショップ等で販売(定価100円。一部箇所では無料で配布)できるところもあった。
- JD MONTHLY

1996年から4ページの冊子が月1回発行された。提携レコード店などで無償で配布された。
- シンコーミュージックよりムック本が数冊発行された。
  - シンコー・ミュージック・ムック ジャパニーズ・ドリーム vol.1 (1996年6月19日) 雑誌コード64911-44
  - シンコー・ミュージック・ムック ジャパニーズ・ドリーム vol.2 (1997年8月17日)
  - シンコー・ミュージック・ムック ジャパニーズ・ドリーム vol.3 (1998年)
- その後、ミュージシャン名鑑の意味合いを持たせて内容・版形を変更したムック本が数冊発行された。

- 番組初期、特定レコード会社のグランプリ受賞曲を集めたCDが発売されていた。